# Volta a Cataluña 2015
La 95.ª edición de la Volta a Cataluña, fue una carrera ciclistica que se disputó entre el 23 y el 29 de marzo de 2015. Comenzando en Calella y finalizando en Barcelona.
La prueba formó parte del UCI WorldTour 2015, siendo la quinta competencia de dicho calendario.
El ganador final fue Richie Porte por delante de Alejandro Valverde (quien se hizo con 3 etapas) y Domenico Pozzovivo, respectivamente.
En las clasificacioens secundarias se impusieron Tom Danielson (montaña), Lluís Mas (sprints), Wilco Kelderman (jóvenes) y BMC Racing (equipos).

## Recorrido
Fueron 7 etapas a través de un recorrido de 1251,9 km. Comenzó con una etapa con inicio y final en Calella, una etapa donde los corredores tuvieron que superar 3 dificultades montañosas entre ellos el Coll Formic de 1.ª categoría. La segunda etapa discurrió entre las localidades de Mataró y Olot sobre un recorrido de 195 km, los corredores tuvieron que superar dos dificultades montañosas de 3.ª categoría, la primera el Can Bordoi a comienzo de la etapa y la segunda, el alto de Montagut que se coronó a tan solo 14,7 km de meta. La 3.ª etapa tuvo inicio y fin en Gerona a través de 156 km. y 5 puertos de montaña, entre ellos, la doble ascensión al puerto Els Angels de 1.ª categoría. La etapa reina fue la 4.ª con la ascensión final a la estación de esquí de La Molina (1.ª) y los pasos previos por Bracons (1.ª), Coubet (1.ª) y Creueta (HC) de 21 km al 4,5 % de pendiente media.

## Equipos participantes
- Para la nómina de participantes véase: Participantes de la Volta a Cataluña 2015

Tomaron parte en la carrera 24 equipos: todos los UCI ProTeam (al ser obligada su participación); más 7 equipos de categoría Profesional Continental invitados por la organización (Bretagne-Séché Environnement, CCC Sprandi Polkowice, Caja Rural-Seguros RGA, Cofidis, Solutions Crédits, Colombia, Europcar Team y Wanty-Groupe Gobert). Formando así un pelotón de 192 corredores, de 8 ciclistas cada equipo, de los que finalizaron 119. Los equipos participantes fueron:
| Equipo                       | Cód. UCI | Categoría               |
| ---------------------------- | -------- | ----------------------- |
| Team Katusha                 | KAT      | UCI ProTeam             |
| Tinkoff-Saxo                 | TCS      | UCI ProTeam             |
| BMC Racing Team              | BMC      | UCI ProTeam             |
| Movistar Team                | MOV      | UCI ProTeam             |
| Team Sky                     | SKY      | UCI ProTeam             |
| Cannondale-Garmin            | TCG      | UCI ProTeam             |
| Ag2r La Mondiale             | ALM      | UCI ProTeam             |
| Astana Pro Team              | AST      | UCI ProTeam             |
| Etixx-Quick Step             | EQS      | UCI ProTeam             |
| FDJ                          | FDJ      | UCI ProTeam             |
| IAM Cycling                  | IAM      | UCI ProTeam             |
| Lampre-Merida                | LAM      | UCI ProTeam             |
| Lotto-Soudal                 | LTS      | UCI ProTeam             |
| Orica GreenEDGE              | OGE      | UCI ProTeam             |
| Trek Factory Racing          | TFR      | UCI ProTeam             |
| Team Giant-Alpecin           | TGA      | UCI ProTeam             |
| Team Lotto NL-Jumbo          | TLJ      | UCI ProTeam             |
| Bretagne-Séché Environnement | BSE      | Profesional Continental |
| CCC Sprandi Polkowice        | CCC      | Profesional Continental |
| Caja Rural-Seguros RGA       | CJR      | Profesional Continental |
| Cofidis, Solutions Crédits   | COF      | Profesional Continental |
| Colombia                     | COL      | Profesional Continental |
| Europcar Team                | EUR      | Profesional Continental |
| Wanty-Groupe Gobert          | WGG      | Profesional Continental |

## Etapas

### 1.ª Etapa: 23 de marzo de 2015.Calella-Calella, 185,2 km
|   | Corredor           | Equipo                | Tiempo          |
| - | ------------------ | --------------------- | --------------- |
| 1 | Maciej Paterski    | CCC Sprandi Polkowice | 4 h 33 min 41 s |
| 2 | Pierre Rolland     | Europcar              | m.t.            |
| 3 | Bart De Clercq     | Lotto Soudal          | a 2 s           |
| 4 | Tosh Van der Sande | Lotto Soudal          | a 2 min 40 s    |
| 5 | Julian Alaphilippe | Etixx-Quick Step      | m.t.            |

| 6  | Paolo Tiralongo   | Astana                     | m.t. |
| 7  | Enrico Gasparotto | Wanty-Groupe Gobert        | m.t. |
| 8  | Bryan Coquard     | Europcar                   | m.t. |
| 9  | Carlos Barbero    | Caja Rural-Seguros RGA     | m.t. |
| 10 | Julien Simon      | Cofidis, Solutions Crédits | m.t. |

|   | Corredor        | Equipo                | Tiempo          |
| - | --------------- | --------------------- | --------------- |
| 1 | Maciej Paterski | CCC Sprandi Polkowice | 4 h 33 min 41 s |
| 2 | Pierre Rolland  | Europcar              | a 4 s           |
| 3 | Bart De Clercq  | Lotto Soudal          | a 8 s           |
| 4 | Wout Poels      | Sky                   | a 2 min 47 s    |
| 5 | Nicolas Roche   | Sky                   | a 2 min 48 s    |

| 6  | Daniel Martin      | Cannondale-Garmin   | a 2 min 49 s |
| 7  | Tosh Van der Sande | Lotto Soudal        | a 2 min 50 s |
| 8  | Julian Alaphilippe | Etixx-Quick Step    | m.t.         |
| 9  | Paolo Tiralongo    | Astana              | m.t.         |
| 10 | Enrico Gasparotto  | Wanty-Groupe Gobert | m.t.         |

### 2.ª Etapa: 24 de marzo de 2015.Mataró-Olot, 191,8 km
|   | Corredor           | Equipo                       | Tiempo          |
| - | ------------------ | ---------------------------- | --------------- |
| 1 | Alejandro Valverde | Movistar                     | 5 h 02 min 49 s |
| 2 | José Joaquín Rojas | Movistar                     | m.t.            |
| 3 | Martin Elmiger     | IAM                          | m.t.            |
| 4 | Jonathan Hivert    | Bretagne-Séché Environnement | m.t.            |
| 5 | Wilco Kelderman    | Lotto NL-Jumbo               | m.t.            |

| 6  | Julien Simon     | Cofidis, Solutions Crédits | m.t. |
| 7  | Eduard Prades    | Caja Rural-Seguros RGA     | m.t. |
| 8  | Fabio Silvestre  | Trek Factory Racing        | m.t. |
| 9  | Pavel Kochetkov  | Katusha                    | m.t. |
| 10 | Davide Malacarne | Astana                     | m.t. |

|   | Corredor           | Equipo                | Tiempo          |
| - | ------------------ | --------------------- | --------------- |
| 1 | Maciej Paterski    | CCC Sprandi Polkowice | 9 h 36 min 20 s |
| 2 | Pierre Rolland     | Europcar              | a 4 s           |
| 3 | Bart De Clercq     | Lotto Soudal          | a 8 s           |
| 4 | Alejandro Valverde | Movistar              | a 2 min 40 s    |
| 5 | José Joaquín Rojas | Movistar              | a 2 min 44 s    |

| 6  | Martin Elmiger | IAM                        | a 2 min 46 s |
| 7  | Wout Poels     | Sky                        | a 2 min 47 s |
| 8  | Nicolas Roche  | Sky                        | a 2 min 48 s |
| 9  | Daniel Martin  | Cannondale-Garmin          | a 2 min 49 s |
| 10 | Julien Simon   | Cofidis, Solutions Crédits | a 2 min 50 s |

### 3.ª etapa: 25 de marzo de 2015.Gerona-Gerona
|   | Corredor           | Equipo            | Tiempo          |
| - | ------------------ | ----------------- | --------------- |
| 1 | Domenico Pozzovivo | Ag2r La Mondiale  | 3 h 52 min 37 s |
| 2 | Rigoberto Urán     | Etixx-Quick Step  | a 3 s           |
| 3 | Daniel Martin      | Cannondale-Garmin | m.t.            |
| 4 | Alberto Contador   | Tinkoff-Saxo      | m.t.            |
| 5 | Fabio Aru          | Astana            | m.t.            |

| 6  | Richie Porte    | Sky               | m.t.   |
| 7  | Andrew Talansky | Cannondale-Garmin | m.t.   |
| 8  | Diego Rosa      | Astana            | a 22 s |
| 9  | Wilco Kelderman | Lotto NL-Jumbo    | m.t.   |
| 10 | Alberto Losada  | Katusha           | m.t.   |

|   | Corredor           | Equipo                | Tiempo           |
| - | ------------------ | --------------------- | ---------------- |
| 1 | Pierre Rolland     | Europcar              | 13 h 29 min 23 s |
| 2 | Maciej Paterski    | CCC Sprandi Polkowice | a 1 min 08 s     |
| 3 | Bart De Clercq     | Lotto Soudal          | a 1 min 16 s     |
| 4 | Domenico Pozzovivo | Ag2r La Mondiale      | a 2 min 14 s     |
| 5 | Rigoberto Urán     | Etixx-Quick Step      | a 2 min 21 s     |

| 6  | Daniel Martin    | Cannondale-Garmin | a 2 min 22 s |
| 7  | Alberto Contador | Tinkoff-Saxo      | a 2 min 27 s |
| 8  | Richie Porte     | Sky               | m.t.         |
| 9  | Fabio Aru        | Astana            | m.t.         |
| 10 | Andrew Talansky  | Cannondale-Garmin | m.t.         |

### 4.ª etapa: 26 de marzo de 2015.Tona-La Molina
|   | Corredor           | Equipo            | Tiempo          |
| - | ------------------ | ----------------- | --------------- |
| 1 | Tejay Van Garderen | BMC Racing        | 5 h 00 min 36 s |
| 2 | Richie Porte       | Sky               | a 3 s           |
| 3 | Alberto Contador   | Tinkoff-Saxo      | a 8 s           |
| 4 | Daniel Martin      | Cannondale-Garmin | m.t.            |
| 5 | Wilco Kelderman    | Lotto NL-Jumbo    | m.t.            |

| 6  | Darwin Atapuma     | BMC Racing       | a 11 s |
| 7  | Domenico Pozzovivo | Ag2r La Mondiale | a 15 s |
| 8  | Alejandro Valverde | Movistar         | a 19 s |
| 9  | Vasil Kiryienka    | Sky              | a 21 s |
| 10 | Rafael Valls       | Lampre-Merida    | m.t.   |

|   | Corredor           | Equipo            | Tiempo           |
| - | ------------------ | ----------------- | ---------------- |
| 1 | Bart De Clercq     | Lotto Soudal      | 18 h 32 min 02 s |
| 2 | Richie Porte       | Sky               | a 21 S           |
| 3 | Domenico Pozzovivo | Ag2r La Mondiale  | a 26 s           |
| 4 | Daniel Martin      | Cannondale-Garmin | a 27 s           |
| 5 | Alberto Contador   | Tinkoff-Saxo      | a 28 s           |

| 6  | Rigoberto Urán     | Etixx-Quick Step | a 45 s |
| 7  | Fabio Aru          | Astana           | a 48 s |
| 8  | Wilco Kelderman    | Lotto NL-Jumbo   | a 51 s |
| 9  | Alejandro Valverde | Movistar         | a 52 s |
| 10 | Darwin Atapuma     | BMC Racing       | a 54 s |

### 5.ª etapa: 27 de marzo de 2015.Alp-Valls
|   | Corredor           | Equipo           | Tiempo          |
| - | ------------------ | ---------------- | --------------- |
| 1 | Alejandro Valverde | Movistar         | 4 h 25 min 52 s |
| 2 | Rigoberto Urán     | Etixx-Quick Step | a 5 s           |
| 3 | Paolo Tiralongo    | Astana           | m.t.            |
| 4 | Richie Porte       | Sky              | m.t.            |
| 5 | Fabio Aru          | Astana           | m.t.            |

| 6  | Domenico Pozzovivo | Ag2r La Mondiale | m.t.   |
| 7  | Alberto Contador   | Tinkoff-Saxo     | m.t.   |
| 8  | David López        | Sky              | a 12 s |
| 9  | Darwin Atapuma     | BMC Racing       | m.t.   |
| 10 | Tejay Van Garderen | BMC Racing       | m.t.   |

|   | Corredor           | Equipo           | Tiempo           |
| - | ------------------ | ---------------- | ---------------- |
| 1 | Richie Porte       | Sky              | 22 h 58 min 20 s |
| 2 | Domenico Pozzovivo | Ag2r La Mondiale | a 05 S           |
| 3 | Alberto Contador   | Tinkoff-Saxo     | a 07 s           |
| 4 | Alejandro Valverde | Movistar         | a 16 s           |
| 5 | Rigoberto Urán     | Etixx-Quick Step | a 18 s           |

| 6  | Fabio Aru       | Astana            | a 27 s       |
| 7  | Darwin Atapuma  | BMC Racing        | a 33 s       |
| 8  | Rafael Valls    | Lampre-Merida     | a 43 s       |
| 9  | Wilco Kelderman | Lotto NL-Jumbo    | a 1 min 09 s |
| 10 | Daniel Martin   | Cannondale-Garmin | a 1 min 35 s |

### 6ª. etapa: 28 de marzo de 2015.Cervera-Port Aventura
|   | Corredor           | Equipo                       | Tiempo          |
| - | ------------------ | ---------------------------- | --------------- |
| 1 | Sergei Chernetski  | Katusha                      | 4 h 42 min 47 s |
| 2 | Julian Alaphilippe | Etixx-Quick Step             | m.t.            |
| 3 | Maciej Paterski    | CCC Sprandi Polkowice        | m.t.            |
| 4 | Marc Soler         | Movistar                     | m.t.            |
| 5 | Jonathan Hivert    | Bretagne-Séché Environnement | m.t.            |

| 6  | Tejay Van Garderen | BMC Racing                 | m.t.  |
| 7  | Georg Preidler     | Giant-Alpecin              | m.t.  |
| 8  | Rudy Molard        | Cofidis, Solutions Crédits | m.t.  |
| 9  | Thomas Danielson   | Cannondale-Garmin          | a 3 s |
| 10 | Carlos Verona      | Etixx-Quick Step           | m.t.  |

|   | Corredor           | Equipo           | Tiempo           |
| - | ------------------ | ---------------- | ---------------- |
| 1 | Richie Porte       | Sky              | 27 h 42 min 57 s |
| 2 | Domenico Pozzovivo | Ag2r La Mondiale | a 05 S           |
| 3 | Alberto Contador   | Tinkoff-Saxo     | a 07 s           |
| 4 | Alejandro Valverde | Movistar         | a 16 s           |
| 5 | Rigoberto Urán     | Etixx-Quick Step | a 18 s           |

| 6  | Fabio Aru       | Astana            | a 27 s       |
| 7  | Darwin Atapuma  | BMC Racing        | a 33 s       |
| 8  | Rafael Valls    | Lampre-Merida     | a 43 s       |
| 9  | Wilco Kelderman | Lotto NL-Jumbo    | a 1 min 09 s |
| 10 | Daniel Martin   | Cannondale-Garmin | a 1 min 35 s |

### 7ª. etapa: 29 de marzo de 2015.Barcelona-Barcelona(Montjuic)
|   | Corredor           | Equipo                     | Tiempo          |
| - | ------------------ | -------------------------- | --------------- |
| 1 | Alejandro Valverde | Movistar                   | 2 h 47 min 33 s |
| 2 | Bryan Coquard      | Europcar                   | m.t.            |
| 3 | Sergei Chernetski  | Katusha                    | m.t.            |
| 4 | Jarlinson Pantano  | IAM                        | m.t.            |
| 5 | Romain Hardy       | Cofidis, Solutions Crédits | m.t.            |

| 6  | Jose Joaquin Rojas | Movistar         | m.t. |
| 7  | Rigoberto Urán     | Etixx-Quick Step | m.t. |
| 8  | Domenico Pozzovivo | Ag2r La Mondiale | m.t. |
| 9  | Rafael Valls       | Lampre-Merida    | m.t. |
| 10 | Gianluca Brambilla | Etixx-Quick Step | m.t. |

|   | Corredor           | Equipo           | Tiempo           |
| - | ------------------ | ---------------- | ---------------- |
| 1 | Richie Porte       | Sky              | 30 h 30 min 30 s |
| 2 | Alejandro Valverde | Movistar         | a 04 S           |
| 3 | Domenico Pozzovivo | Ag2r La Mondiale | a 05 s           |
| 4 | Alberto Contador   | Tinkoff-Saxo     | a 07 s           |
| 5 | Rigoberto Urán     | Etixx-Quick Step | a 18 s           |

| 6  | Fabio Aru       | Astana            | a 27 s       |
| 7  | Darwin Atapuma  | BMC Racing        | a 33 s       |
| 8  | Rafael Valls    | Lampre-Merida     | a 43 s       |
| 9  | Wilco Kelderman | Lotto NL-Jumbo    | a 1 min 09 s |
| 10 | Daniel Martin   | Cannondale-Garmin | a 1 min 35 s |

## Clasificaciones finales

### Clasificación general
| Pos. | Ciclista           | Equipo            | Tiempo           |
| ---- | ------------------ | ----------------- | ---------------- |
|      | Richie Porte       | Sky               | 30 h 30 min 30 s |
| 2.º  | Alejandro Valverde | Movistar          | a 4 s            |
| 3.º  | Domenico Pozzovivo | Ag2r La Mondiale  | a 5 s            |
| 4.º  | Alberto Contador   | Tinkoff-Saxo      | a 7 s            |
| 5.º  | Rigoberto Urán     | Etixx-Quick Step  | a 18 s           |
| 6.º  | Fabio Aru          | Astana            | a 27 s           |
| 7.º  | Darwin Atapuma     | BMC Racing        | a 33 s           |
| 8.º  | Rafael Valls       | Lampre-Merida     | a 43 s           |
| 9.º  | Wilco Kelderman    | Lotto NL-Jumbo    | a 1 min 09 s     |
| 10.º | Daniel Martin      | Cannondale-Garmin | a 1 min 35 s     |

| 11.º | Jarlinson Pantano  | IAM Cycling            | a 2 min 16 s |
| 12.º | Sergio Pardilla    | Caja Rural-Seguros RGA | a 2 min 33 s |
| 13.º | Esteban Chaves     | Orica GreenEDGE        | a 2 min 35 s |
| 14.º | Giampaolo Caruso   | Katusha                | a 2 min 37 s |
| 15.º | Steven Kruijswijk  | Lotto NL-Jumbo         | a 2 min 42 s |
| 16.º | Bart De Clercq     | Lotto-Soudal           | a 2 min 48 s |
| 17.º | Warren Barguil     | Giant-Alpecin          | a 3 min 38 s |
| 18.º | Gianluca Brambilla | Etixx-Quick Step       | a 4 min 00 s |
| 19.º | Yury Trofimov      | Katusha                | a 4 min 01 s |
| 20.º | Amaël Moinard      | BMC                    | a 4 min 22 s |

### Clasificación de la montaña
| Pos. | Ciclista        | Equipo               | Puntos |
| ---- | --------------- | -------------------- | ------ |
|      | Tom Danielson   | Cannondale-Garmin    | 88     |
| 2.º  | José Herrada    | Movistar             | 53     |
| 3.º  | Richie Porte    | Sky                  | 44     |
| 4.º  | Riccardo Zoidl  | Trek Factory Racing  | 39     |
| 5.º  | Maciej Paterski | CCC Polsat Polkowice | 36     |

### Clasificación de los sprints
| Pos. | Ciclista      | Equipo                     | Puntos |
| ---- | ------------- | -------------------------- | ------ |
|      | Lluís Mas     | Caja Rural-Seguros RGA     | 11     |
| 2.º  | Tom Danielson | Cannondale-Garmin          | 5      |
| 3.º  | Rudy Molard   | Cofidis, Solutions Crédits | 4      |
| 4.º  | José Herrada  | Movistar                   | 4      |
| 5.º  | David Arroyo  | Caja Rural-Seguros RGA     | 3      |

### Clasificación de los jóvenes
| Pos. | Ciclista                 | Equipo         | Tiempo           |
| ---- | ------------------------ | -------------- | ---------------- |
|      | Wilco Kelderman          | Lotto NL-Jumbo | 30 h 31 min 39 s |
| 2.º  | Warren Barguil           | Giant-Alpecin  | a 2 min 29 s     |
| 3.º  | Dylan Teuns              | BMC Racing     | a 33 min 19 s    |
| 4.º  | Rubén Fernández          | Movistar       | a 34 min 12 s    |
| 5.º  | Pierre-Henri Lecuisinier | FDJ            | a 34 min 34 s    |

### Clasificación por equipos
| Pos. | Equipo            | Tiempo           |
| ---- | ----------------- | ---------------- |
|      | BMC Racing        | 91 h 34 min 35 s |
| 2.º  | Sky               | a 1 min 46 s     |
| 3.º  | Cannondale-Garmin | a 6 min 44 s     |
| 4.º  | Etixx-Quick Step  | a 14 min 05 s    |
| 5.º  | Astana            | a 16 min 09 s    |

## Evolución de las clasificaciones
| Etapa (Vencedor)               | Clasificación general | Clasificación de la montaña | Clasificación de los sprints | Clasificación de los jóvenes | Clasificación por equipos |
| ------------------------------ | --------------------- | --------------------------- | ---------------------------- | ---------------------------- | ------------------------- |
| 1.ª etapa (Maciej Paterski)    | Maciej Paterski       | Maciej Paterski             | Martijn Keizer               | Carlos Barbero               | Europcar                  |
| 2.ª etapa (Alejandro Valverde) | Maciej Paterski       | Maciej Paterski             | Lluís Mas                    | Wilco Kelderman              | Europcar                  |
| 3.ª etapa (Domenico Pozzovivo) | Pierre Rolland        | Maciej Paterski             | Lluís Mas                    | Wilco Kelderman              | Europcar                  |
| 4.ª etapa (Tejay van Garderen) | Bart De Clercq        | Thomas Danielson            | Lluís Mas                    | Wilco Kelderman              | Sky                       |
| 5.ª etapa (Alejandro Valverde) | Richie Porte          | Thomas Danielson            | Lluís Mas                    | Wilco Kelderman              | Sky                       |
| 6.ª etapa (Sergei Chernetski)  | Richie Porte          | Thomas Danielson            | Lluís Mas                    | Wilco Kelderman              | BMC Racing                |
| 7.ª etapa (Alejandro Valverde) | Richie Porte          | Thomas Danielson            | Lluís Mas                    | Wilco Kelderman              | BMC Racing                |
| Final                          | Richie Porte          | Thomas Danielson            | Lluís Mas                    | Wilco Kelderman              | BMC Racing                |

## UCI World Tour
La Volta a Cataluña otorgó puntos para el UCI WorldTour 2015, solamente para corredores de equipos UCI ProTeam. Las siguientes tablas son el baremo de puntuación y los corredores que obtuvieron puntos:
| Posición              | 1º  | 2º | 3º | 4º | 5º | 6º | 7º | 8º | 9º | 10º |
| Clasificación general | 100 | 80 | 70 | 60 | 50 | 40 | 30 | 20 | 10 | 4   |
| Por etapa             | 6   | 4  | 2  | 1  | 1  |    |    |    |    |     |

| Ciclista           | Equipo           | General | Etapa | Total |
| ------------------ | ---------------- | ------- | ----- | ----- |
| Richie Porte       | Sky              | 100     | 5     | 105   |
| Alejandro Valverde | Movistar         | 80      | 18    | 98    |
| Domenico Pozzovivo | Ag2r La Mondiale | 70      | 6     | 76    |
| Alberto Contador   | Tinkoff-Saxo     | 60      | 3     | 63    |
| Rigoberto Urán     | Etixx-Quick Step | 50      | 8     | 58    |
| Fabio Aru          | Astana           | 40      | 2     | 42    |
| Darwin Atapuma     | BMC              | 30      | -     | 30    |
| Rafael Valls       | Lampre-Merida    | 20      | -     | 20    |
| Wilco Kelderman    | Lotto NL-Jumbo   | 10      | 2     | 12    |
| Sergei Chernetski  | Katusha          | -       | 8     | 8     |

| Resto de corredores | Resto de corredores | Resto de corredores | Resto de corredores | Resto de corredores |
| Ciclista            | Equipo              | General             | Etapa               | Total               |
| ------------------- | ------------------- | ------------------- | ------------------- | ------------------- |
| Daniel Martin       | Cannondale-Garmin   | 4                   | 3                   | 7                   |
| Tejay Van Garderen  | BMC                 | -                   | 6                   | 6                   |
| Julian Alaphilippe  | Etixx-Quick Step    | -                   | 5                   | 5                   |
| José Joaquín Rojas  | Movistar            | -                   | 4                   | 4                   |
| Bart De Clercq      | Lotto-Soudal        | -                   | 2                   | 2                   |
| Martin Elmiger      | IAM                 | -                   | 2                   | 2                   |
| Paolo Tiralongo     | Astana              | -                   | 2                   | 2                   |
| Tosh Van der Sande  | Lotto-Soudal        | -                   | 1                   | 1                   |
| Marc Soler          | Movistar            | -                   | 1                   | 1                   |
| Jarlinson Pantano   | IAM                 | -                   | 1                   | 1                   |